# Alexander Povarnitsyn
Alexander Vassilievitch Povarnitsyn (en russe : Александр Васильевич Поварницын), né le 12 avril 1994 à Ijevsk, est un biathlète russe.

## Carrière
Il dispute son premier championnat international en 2013 à l'occasion des Championnats du monde des jeunes. Il obtient ses premiers podiums l'année suivante, devenant champion d'Europe junior de poursuite et champion du monde junior de sprint. En 2015, il gagne les titres en relais aux Championnats du monde et d'Europe junior.
Au cours de la saison 2015-2016, il est appelé pour ses débuts en Coupe du monde à Presque Isle, où il marque des points avec une 28e place au sprint et une 10e place à la poursuite, toujours son meilleur résultat.
Il est cantonné a l'IBU Cup lors des deux prochaines saisons, obtenant plusieurs podiums dont une victoire à Kontiolahti.
Au début de l'hiver 2018-2019, il ajoute deux victoires en IBU Cup à sa collection et revient en Coupe du monde à Antholz, où il figure dans les points.
Il obtient son premier podium en relais lors de l'étape de Canmore après une 18e place sur l'individuel court.
Il est sélectionné pour les Championnats du monde d'Östersund, où il est 45e de l'individuel.
Aux Championnats du monde de biathlon d'été 2019, il gagne la médaille d'argent sur le sprint, derrière Timofey Lapshin.

## Palmarès

### Championnats du monde
| Mondiaux \ Épreuve | Individuel | Sprint | Poursuite | Mass start | Relais | Relais mixte | Relais mixte simple |
| 2019 Östersund     | 45e        | —      | —         | —          | —      | —            | —                   |

### Coupe du monde
- Meilleur classement général : 53e en 2019.
- Meilleur résultat individuel : 10e.
- 1 podium en relais : 1 troisième place.

#### Classements en Coupe du monde
| Saison    | Classement général final | Individuel | Sprint | Poursuite | Mass start |
| 2015-2016 | 66e                      |            | 75e    | 52e       |            |
|           |                          |            |        |           |            |
| 2018-2019 | 53e                      | 44e        | 58e    | 62e       |            |
|           |                          |            |        |           |            |
| 2021-2022 | à venir                  | nc         | ?      | ?         | ?          |

### Championnats d'Europe junior
- Médaille d'or de la poursuite en 2014.
- Médaille d'argent du relais mixte en 2014.
- Médaille d'or du relais mixte en 2015.
- Médaille de bronze de la poursuite en 2015.

### Championnats du monde junior
- Médaille d'or du sprint en 2014.
- Médaille d'argent de la poursuite en 2014.
- Médaille de bronze du relais en 2014.
- Médaille d'or du relais en 2015.
- Médaille de bronze de la poursuite en 2015.

### Championnats du monde de biathlon d'été
- Médaille d'argent du sprint en 2019.

### IBU Cup
- 7 podiums individuels, dont 3 victoires.
- 1 victoire en relais mixte.